# Mud (film)
Mud är en amerikansk dramafilm från 2012 i regi av Jeff Nichols.

## Handling
14-åringarna Ellis (Tye Sheridan) och Neckbone (Jacob Lofland) har hittat en båt i ett träd på en ö i Mississippifloden (ett resultat av en tidigare översvämning) som de bestämt sig för att lägga beslag på. På ön upptäcker de en mystisk man (Matthew McConaughey). Mannen, som kallar sig Mud, säger sig vänta på en person och ber killarna hjälpa honom genom att ge honom mat; i gengäld ska de få båten. Ellis och Neckbone bestämmer sig motvilligt för att hjälpa Mud. Det framkommer nämligen att Mud motvilligt har dödat en person som gjort angrepp på hans flickvän Juniper (Reese Witherspoon).

## Om filmen
Mud regisserades av Jeff Nichols, som även skrev filmens manus.

## Rollista (urval)
| Matthew McConaughey | – Mud             |
| Reese Witherspoon   | – Juniper         |
| Tye Sheridan        | – Ellis           |
| Jacob Lofland       | – Neckbone        |
| Sam Shepard         | – Tom Blankenship |
| Ray McKinnon        | – Senior          |
| Sarah Paulson       | – Mary Lee        |
| Michael Shannon     | – Galen           |
| Joe Don Baker       | – King            |
| Paul Sparks         | – Carver          |
| Bonnie Sturdivant   | – May Pearl       |
| Stuart Greer        | – Miller          |